# 移調の限られた旋法
移調の限られた旋法または移高が限られた旋法（いちょうのかぎられたせんぽう、いこうがかぎられたせんぽう、フランス語: modes à transpositions limitées、英語: modes of limited transposition）とは、フランスの作曲家、オリヴィエ・メシアンが提唱した、「相称的ないくつかの音群をもって構成されている」、すなわち特定の音程パターンの反復（並進対称性）を特徴とする特殊な旋法。彼のごく初期の作品からその使用が数多く見出され、メシアン以前の作曲家にも同種の旋法の使用例があるが、メシアンが1944年に著した、自身の種々の作曲手法を体系化した音楽理論書『音楽言語の技法』（フランス語: Technique de mon langage musical）（旧版日本語訳『わが音楽語法』は1954年に出版。平尾貴四男訳、教育出版）を通して広く知られることとなった。

## 歴史
オリヴィエ・メシアンはこの旋法を自らの作曲技法の基礎とした。第2番と第3番が特に特徴的にこの概念を反映している。第4番以降は増4度音程での反復によって構成されているため、移調できる回数が6回と多く、メシアンは「興味が少ない」としている。メシアンが提唱した7つ以外にも異なる種類のものがいくつか作成可能であるが、それらはいずれもメシアンが提唱した旋法を第一音以外の音から始めたものからいくつかの構成音を取り除いたものに過ぎない。メシアンは「わが音楽語法」のなかで、これらの旋法は、第一音以外の音から音階を始める事もできるが、それによって旋法の構成音やそこから生まれる和音が変わるわけではないので、根本的に性格が変わるわけではないとしている。
西洋音楽史上初のこの旋法の出現は、ミハイル・グリンカの歌劇「ルスランとリュドミラ」序曲のコーダとされ、そこでは低音の強奏により第1番が効果的に使われている。セザール・フランクの「ピアノ五重奏曲」第一楽章の高潮する部分でのピアノパートにて使われたのもこの旋法の一種であり、メシアンはこのことを知っていたのか、「世の終わりのための四重奏曲」の曲中にて全く同じ状況（低音域から順番に音階が上昇する）で第2番が使われている。なおフランクは「弦楽四重奏曲ニ長調」の最終楽章でも2番の音階を用いている。クロード・ドビュッシーが好んだ全音音階は第1番と同じである。第2番は、後期のフランツ・リストやモーリス・ラヴェルの中などにも同じ旋法が使用されているが、20世紀前半には「やや奇妙な音程関係の旋法がある」として意外にも知られていたようで、アントン・ヴェーベルン、アレクサンドル・スクリャービン、ボフスラフ・マルティヌーの作品に、同じ旋法を使った作品が見られる。
これらの旋法は、オクターヴ以外の最も単純な協和音程である完全5度の堆積（ピタゴラス音階、ピタゴラス音律を参照）を基礎としている教会旋法や、長音階、短音階とは基本的な構成原理が異なっており、またその性質から中心音の調的支配力が存在しにくい（または存在しない）ため、19世紀後半から20世紀にかけて、伝統的な調性の崩壊していく過程で何人かの作曲家たちによって注目されることになったが、こうした傾向を集大成し体系化したのがメシアンであった。
メシアンは、これを聴く者は、移調が限られている不可能性の魅力に囚われ、その調的遍在性がカトリック思想における「神の遍在性」と結びついて、非可逆リズムとともに「神学的な虹をもたらす」としている。

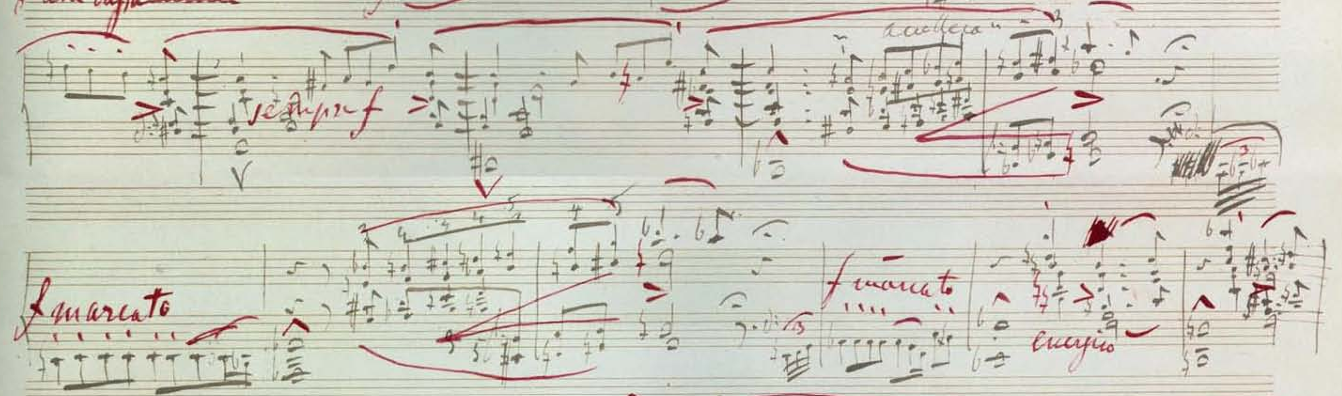
フランツ・リストによるピアノソナタ ロ短調における例（1852～1853年, 自筆譜）

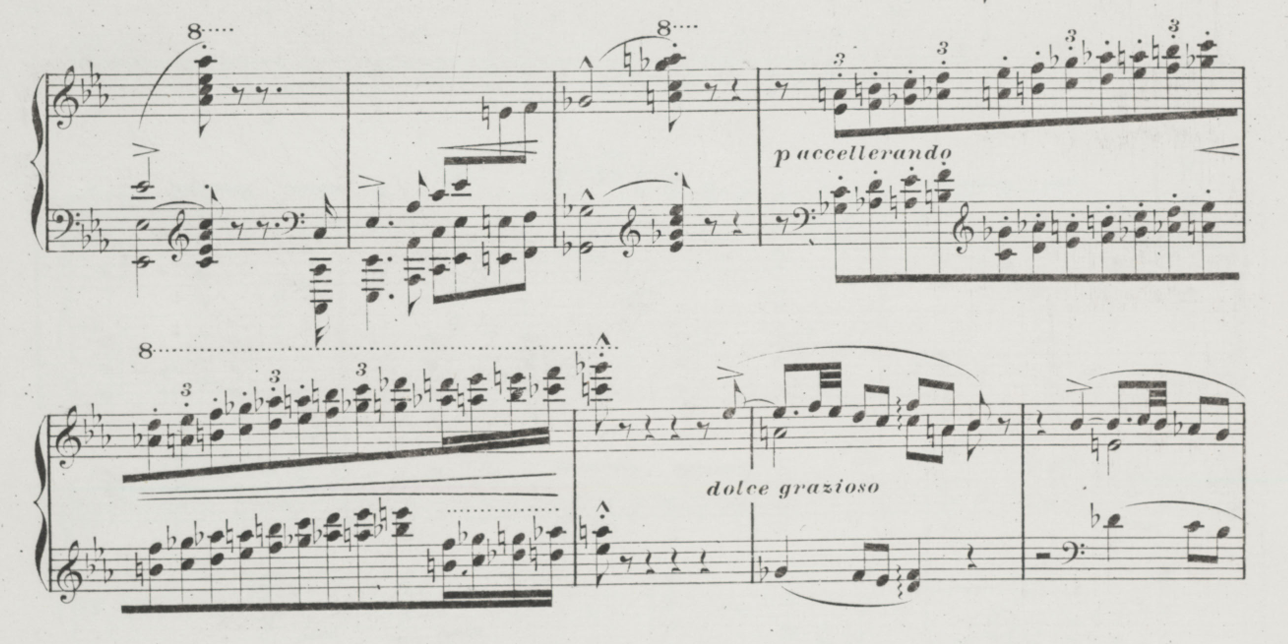
フランツ・リストによるハンガリー狂詩曲 第9番 変ホ長調における例（1847年, 初版譜）

## 概念
我々現代人がもっとも親しんでいる旋法である長調と短調や、教会旋法・五音音階などといった人類社会において自然発生的に出現した旋法のうち、その中でも特に12平均律で音程が近似できるものは、12平均律のそれぞれの音をはじめの音（主音）としてそれぞれの旋法を構成すると、ここで形成された12の旋法の構成音は、すべて互いに異なるものとなる。すなわち、これらの旋法は、12平均律の中で12通りに移調させることが可能である。これは、上述の通り、これらの旋法が完全5度（7半音）の堆積を基礎としていることが多いためである。
これに対し、移調の限られた旋法は、その音程関係が12平均律の1オクターヴ＝12半音の約数の周期（2半音・長二度：第1番、3半音・短三度：第2番、4半音・長三度：第3番、6半音・増四度：第4～7番）で反復（並進対称性）を構成しているため、12平均律のうちの異なる音をはじめの音として選んでいながらも、その音階を構成する構成音が集合として全く同じになっているような組み合わせが存在することになり、それゆえこの重複分だけ移高の数が限られてしまうことになる。これが、「移高が限られた」の意味するところである。このような性質上、旋法のある一つの音は、同じような音程関係にある音が反復の回数と同じ数存在することになり、どれか一つの音が中心音として働くことは難しく、多調性なしに、幾つかの調性の雰囲気を同時に持つことになる。作曲者は意図的にその内のどれか一つの調性に主導権を与えることも、各調の雰囲気を共存させ調的に浮遊するようにさせることも、無調的に作曲することも可能である。

## 第1番
第1番の旋法は、全音の音程をなす2音からなる音列を6回重ねたものである。この旋法は2通りに移調ができる。これは全音音階という名前で呼ばれており、特にクロード・ドビュッシーらが愛用した。
- C, D, E, F♯, G♯, A♯, C
- C♯, D♯, F, G, A, B, C♯

## 第2番
第2番の旋法は、半音-全音の音程をなす3音からなる音列を4回重ねたものである。この旋法は3通りに移調できる。減七の和音を半音ずらして2つ重ねると得られる。短三度ずつ離れた長三和音、あるいは増四度離れた属七の和音を重ねることによってもこの響きを得られ、ジャズやポップスなどでも頻繁に用いられ、「コンビネーション・オブ・ディミニッシュト・スケール（combination of diminished scale (mode)）」と呼ばれる。
八音音階の一種であるが、単に「八音音階」という言葉でこれを指す場合もある。
- C, D♭, E♭, E, F♯, G, A, B♭, C
- C♯, D, E, F, G, G♯, A♯, B, C♯
- D, E♭, F, F♯, G♯, A, B, C, D

## 第3番
第3番の旋法は、全音-半音-半音の音程をなす4音の音列を3回重ねたものである。この旋法は4通りに移調できる。アレクサンドル・チェレプニンの「チェレプニン音階」は、この旋法を第三度音から始めたものと同じである。
- C, D, E♭, E, F♯, G, A♭, B♭, B, C
- C♯, D♯, E, F, G, G♯, A, B, C, C♯
- D, E, F, F♯, G♯, A, B♭, C, C♯, D
- E♭, F, F♯, G, A, B♭, B, C♯, D, E♭

## 第4番
第4番の旋法は、半音-半音-増二度（短三度）-半音の音程をなす5音の音列を2回重ねたものである。この旋法は6通りに移調できる。
- C, D♭, D, F, F♯, G, G♯, B, C
- C♯, D, E♭, F♯, G, G♯, A, C, C♯
- 以下略

## 第5番
第5番の旋法は、半音-2全音-半音の音程をなす4音の音列を2回重ねたものである。この旋法は6通り移調できる。
- C, D♭, F, F♯, G, B, C
- 以下略

## 第6番
第6番の旋法は、全音-全音-半音-半音の音程をなす5音の音列を2回重ねたものである。この旋法は6通りに移調できる。リヒャルト・シュトラウス『サロメ』冒頭のクラリネットの上昇音階がこの形になっている。
- C, D, E, F, F♯, G♯, A♯, B, C[10]
- 以下略

## 第7番
第7番の旋法は、半音-半音-半音-全音-半音の音程をなす6音の音列を2回重ねたものである。この旋法は6通りに移調できる。
- C, C♯, D, E♭, F, F♯, G, G♯, A, B, C[11]
- 以下略

## その他の例
その他の移調の限られた旋法は数学的に存在しない。メシアンの示した7つ以外に移調の限られた旋法があると主張するにしても、それらは7つの移調の限られた旋法から特定の音を除外したものである。
以下は、メシアンが示した以外の、つまり特定の音を除外した移調の限られた旋法である。

### 例1
第2番を第2度音から始めたものから、FとBを取り除いたものである。（第2番の三つ目の移調例を参照）
- C, D, E♭, F♯, G♯, A, C[13]

### 例2
第3番を第3度音から始めたものから、E♭、G、Bを取り除いたもの（第3番の二つ目の移調例を参照）。全音音階（第1番）と同様に2つの増三和音の構成音を重ねた六音音階の一種と解釈できる。グスターヴ・ホルスト『惑星』のうち「海王星」の冒頭は長三度はなれた2つの短三和音が交代に出てくるが、この音階とも解釈できる。ジャズで「オーグメント・スケール」(augmented scale)と呼ばれているもの。
- C, D♭, E, F, G♯, A, C[13]

### フランクの作品に使われている旋法
前述のフランクの作品に2回だけ使われるのはこの旋法である。第7番からＦとＢを取り除いたものと同じである。
- C, C♯, D, E♭, F♯, G, G♯, A, C

### 朴泳姫の使った旋法
この旋法は韓国の作曲家朴泳姫によって使われたことがある。2001年度第1回武生国際作曲ワークショップにて作曲家本人のレクチャー内で解説された。第4番を第3度音から始めたものからEとA#を取り除いたものと同じである。
- C, E♭, F, F♯, A, B, C